# 倉田薫
倉田 薫（くらた かおる、1948年（昭和23年）5月19日 - ）は、日本の政治家。元大阪府池田市長（第16・17・18・19・21代）、元池田市議会議員（5期）。池田青年会議所歴代理事長。元兵庫県保育協会理事。関西大学法学研究所顧問（行政・政治分野）。薫風政治塾塾長。学校法人関西大倉学園理事長。学校法人ポプラ学園理事・評議員。NPO法人ドットジェイピー評議員。池田市日中友好協会会長。いけだ市民文化振興財団名誉顧問。関西大学校友会池田支部顧問。池田ライオンズクラブ名誉会員。

## 経歴
大阪府池田市生まれ。1967年、大阪府立池田高等学校を卒業。1971年、関西大学法学部を卒業し、池田市役所財政課に入職。1973年、池田市役所を退職。1988年、池田青年会議所第26代理事長に就任。1999年、関西大倉学園評議員に就任。2005年、小池百合子環境大臣からの任命を受け、中央環境審議会委員に就任。2007年、関西大学政策創造学部客員教授に就任。2009年、大阪府後期高齢者医療広域連合長に就任。2010年、大阪大学大学院工学研究科招聘教授に就任。2012年、地方政治家養成塾「薫風政治塾」を設立し、塾長に就任。2014年、関西大倉学園理事長に就任。

### 政治家として
1975年、26歳で池田市議会議員選挙に出馬し、初当選。1995年4月まで5期20年務めた。この間、1990年5月から1991年4月まで池田市議会議長も務めた。1995年5月、池田市長選挙に無所属で出馬し、初当選。以後、5回当選。2007年8月から2011年5月まで大阪府市長会会長を、2009年6月から2010年6月まで全国市長会副会長を務め、大阪府内市町村長の中心的存在であった。池田市は1998年度決算において経常収支比率が大阪府ワースト1位、全国ワースト2位を記録しており、財政再建団体に転落する可能性が高まっていたが、倉田は市長就任後、積極的な行財政改革を行い、2010年まで10年連続黒字化を達成した。2008年、大阪府内の市町村への補助金の大幅な削減を打ち出し、これに猛反発する市町村長らの前で涙を流して理解を求めた橋下徹大阪府知事（当時）に対し、「泣きたいのはこっちだ」と応酬した。2009年12月、橋下知事が提唱した伊丹空港の廃港論について、空港が立地する伊丹（兵庫県）・豊中・池田3市の市長で唯一、賛意を表明した。また大阪府・市の水道事業統合問題では、大阪市を除く府内42市町村と大阪府が先行して水道企業団を結成するよう橋下に進言した。
2011年の大阪府知事選挙に、知事を辞職し大阪市長選挙に鞍替えした橋下徹が率いる大阪維新の会を批判し、「チェンジ」「卒維新」を掲げて無所属で出馬。当初、告示による自動失職までは池田市長の公務を続行する意向であったが、11月4日に辞表を提出し、11月9日に市議会で辞職が許可された。知事選では、吉田友好大阪狭山市長ら大阪府下の自治体の首長らの支援も受けたが、大阪維新の会公認の松井一郎に約80万票の大差で敗れ、落選した。落選後、自身の辞職に伴って実施される池田市長選挙への立候補を断念し、倉田の下で副市長を務めていた小南修身を後継指名。自身は政界を引退する意向を表明した。
2015年9月4日、同年12月6日投開票の池田市長選挙への出馬が報じられる。4年前の池田市長選で倉田自身が後継指名した小南修身も既に再選出馬を表明していたが、倉田は「現市政は停滞している。このまま任せるわけにはいかない」と述べ、9月17日に正式に立候補を表明。4年前の知事選では敵対した大阪維新の会所属の市議からも支援を受けたが、政党からの表立った支援は受けずに「草の根選挙」を展開し、自民・民主・公明3党の推薦を受けた現職の小南修身ら2人を破り、4年ぶりに返り咲いた。12月25日、池田市役所に登庁し、正式に市長に就任した。
2017年2月2日、社会技術研究開発センター RISTEX 研究開発プロジェクト「地域を持続可能にする公共資産経営の支援体制の構築」の協力自治体として研究協定を締結し、連携協定式を執り行った。
2019年、任期が8か月残っているにもかかわらず突如退任の意向を示し、4月2日に辞職届を提出した。これにより、市長選は統一地方選挙として実施される市議選と同日程でおこなわれることとなる。後継として市議を務める長男の倉田晃が立候補したが、「市長職の世襲」「突然の辞職」という批判を招き、大阪維新の会公認の前市議・冨田裕樹に敗北した。倉田晃の落選後、退任に際して倉田は「市長選の日程を統一地方選に戻す目的は達したが、変に仕掛けて維新の嵐を呼び込んでしまった。私の判断ミスで、おごりがあった」とコメントした。

### 敬老訪問
2010年9月2日、敬老月間にあわせて池田市伏尾町の特別養護老人ホーム伏尾荘を訪問し、お祝いとして池田市からリハビリ用ゲームと節目を迎えた方々10人へ金一封を贈った。2011年9月1日、敬老月間の初日に池田市東山町の特別養護老人ホームポプラなどの7施設と、高齢者宅を訪問し、池田市から祝い金や記念品を手渡して長寿を祝った。

## 2011年大阪府知事選挙
2011年10月、当時の大阪府知事、橋下徹が辞任を表明し、併せて平松邦夫の再選を阻止するため大阪市長選挙に立候補する意向を表明。これを受け、倉田は大阪府下の多数の首長の支援を条件に、大阪府知事選に出馬する意向を示した。10月24日、吉田友好大阪狭山市長を中心に、首長有志が倉田擁立に向けた署名を集め始めた際は、「1週間で府内の43市町村長の3分の2である28人以上の署名」を出馬の条件に設定していた。10月26日の時点で、倉田の出馬を求める署名に賛同した大阪府内の市町村長は20人であったが、「（署名に賛同した20人に加え）出馬すれば応援する人が10人前後いた」と述べ、池田市長を辞職して大阪府知事選挙に立候補する意向を正式に表明。橋下徹が代表を務める大阪維新の会のような首長政党には批判的な立場であり、大阪府議会で過半数を占める大阪維新の会についても、「橋下知事の発信することをグッと後押ししているグループ」「維新の時代はおわった」と述べ、維新の会が主導する大阪府政について「チェンジ」「卒維新」を掲げた。一方で「維新だからといっても排除する気はない。すばらしい改革は継続、実行していく」と述べ、従来の維新主導の府政を全否定はせず、「連携と協調」をキーワードに、府議会の各会派と施策ごとに連携する考えを示していた。また大阪維新の会が掲げる「大阪都構想」については、「（大阪市の）260万人の基礎自治体は大きすぎる」と、その理念には理解を示した上で、国による地方自治法の改正の必要性や大阪維新の会が主張する構想の具体的な中身やスケジュールの不明確さを挙げ、争点化を避ける意向を示した。
なお、倉田擁立に向けて署名集めに奔走した大阪狭山市長の吉田は、倉田の出馬表明の後「署名はこれからもらう」「（実際に署名をする）行動がいるかどうか。むしろここに至ってはない方がいい」と発言し、毎日新聞は「倉田氏がこだわったはずの署名簿は存在しなかった」と批判した。また吉田は署名を拒否するが応援する意思を示した10人前後だけでなく、署名に賛同した20人についても公開しない方針を示したが、倉田側は11月5日、倉田を支援する意向である府内首長21人を明らかにした。
11月27日投開票の府知事選で約120万票を獲得したが、大阪維新の会幹事長で、大阪府議を辞職して立候補した松井一郎に80万票の大差で敗れ、落選した。

## 受賞歴
- 1985年 池田市有功賞
- 1990年 大阪府知事表彰（地方自治功労）
- 2006年 全国市長会永年勤続功労表彰
- 2017年 地方自治法施行70周年記念総務大臣表彰[37][38]

## 栄典
- 2020年 旭日中綬章[39]

## 著書
- 『首長の使命』情報センター出版局 2002年11月24日 ISBN 978-4795839427
- 『首長の戦略』ぶんか社　2009年12月1日 ISBN 978-4821142576
- 『拝啓 大阪府知事 橋下徹様』情報センター出版局 2011年7月1日 ISBN 978-4795845336
- 『この国の未来を救う玉手箱』ワイロード企画 2013年11月30日 ISBN 978-4990745806
- 『「夢のタイムカプセル」ABCラジオ 各界名士による心洗われるお話 ちょっといい話 第12集 一心寺編』東方出版 2015年9月 ISBN 978-4-86249-255-5

## 連載

### 地方行政 木曜隔週連載 地域分権制度から考える｢国のかたちとコミュニティ｣
- 『(1)自分たちのまちは自分たちでつくる：池田市地域分権制度の原点』時事通信社 2012年6月14日 国立国会図書館書誌ID 023729574
- 『(2)ビルドのためのスクラップ：池田市の行財政改革』時事通信社 2012年6月28日 国立国会図書館書誌ID 023761605
- 『(3)地方分権から地域分権への流れ：自治基本条例への取り組み』時事通信社 2012年7月19日 国立国会図書館書誌ID 023807698
- 『(4)目からウロコの「地域自治区」：平成の大合併、その波を受けて』時事通信社 2012年8月2日 国立国会図書館書誌ID 023837267
- 『(5)批判勢力もこぞって賛成：地域分権条例、全会一致で可決』時事通信社 2012年8月23日 国立国会図書館書誌ID 023882662
- 『(6)地域分権条例説明会の開催：自分たちのまちは自分たちでつくる意識の具現』時事通信社 2012年9月6日 国立国会図書館書誌ID 023911863
- 『(7)役所の仕事を市民が行う：地域コミュニティ推進協議会の事業』時事通信社 2012年9月20日 国立国会図書館書誌ID 023946221
- 『(8)地域分権があぶり出す行政の問題：地域のことを地域が行えば、スピードも速く予算も安い』時事通信社 2012年10月4日 国立国会図書館書誌ID 023973635
- 『(9)名古屋市の地域委員会制度：モデル地域でスタートするも全市に広がらず』時事通信社 2012年10月18日 国立国会図書館書誌ID 024005088
- 『(10)予算・権力・感情…地域分権の行く末：制度が育つ過程で避けられない問題と課題』時事通信社 2012年11月8日 国立国会図書館書誌ID 024049011
- 『(11)目指すべきは地域コミュニティの復活：制度の成熟によって見えてきた成果』時事通信社 2012年11月22日 国立国会図書館書誌ID 024083941
- 『(12)国と市町村の役割、そして納税者の意識：発足5年、制度が抱える問題点』時事通信社 2012年12月6日 国立国会図書館書誌ID 024119220
- 『(13)この国の未来を救う玉手箱：地域主権の理念に基づく理想的な復興物語』時事通信社 2012年12月20日 国立国会図書館書誌ID 024148805
- 『(14・完)主権者たる住民の成すべきこと：池田発地域分権制度こそが住民自治のモデルに』時事通信社 2013年1月10日 国立国会図書館書誌ID 024177491

## 論集
- 『NPO論集「NPOと自治体による先進的構造改革」—地域社会のリーダーたちの実践とその成果—』龍谷大学大学院 NPO・地方行政研究コース[40][41]

## 雑誌
- 『月刊ガバナンス 2009年11月号 取材リポート「平成にっぽんの首長自治の自画像 倉田薫 大阪府池田市長――自分たちのまちは自分たちで作る。地域分権に舵を切った首長の戦略」』ぎょうせい 2009年10月29日[42]
- 『月刊ガバナンス 2011年5月号〈わが自治体の職員育成法〉●職員の意識改革90点。倉田薫』ぎょうせい 2011年5月2日[43]

## タウンミーティング
- 2010年2月15日『空港問題タウンミーティング －関西の発展のため、どうなる・どうする？大阪国際空港－ コーディネーター：倉田薫』池田市民文化会館 アゼリアホール[44][45][46]

## シンポジウム
- 2010年7月31日『「阪急電鉄開業100周年記念シンポジウム」第二部 パネルディスカッション「これからの100年・宝塚線沿線の夢」パネラー：倉田薫』宝塚ホテル（兵庫県宝塚市梅野町1-46）[47]
- 2011年6月11日『学校安全シンポジウム「安全・安心なまちづくり、学校づくり」─ 世界に発信 ─ パネリスト』池田市民文化会館 アゼリアホール（大阪府池田市天神1-7-1）[48]
- 2018年1月27日『BaSSプロジェクト主催シンポジウム全国ツアー2018「公共施設マネジメントのススメ方～持続可能な"公共資産"整備の実現に向けた取り組み～」』会場：池田市役所 7階 大会議室（大阪府池田市城南1-1-1）[49][50]

## 討論集会
- 2016年11月25日『パネルディスカッション：「池田市は、なぜフリースクールと連携できるのか」パネラー：前川喜平文部科学省事務次官、倉田薫池田市長、田渕和明池田市教育長、白井智子スマイルファクトリー校長』池田市立くれは音楽堂（大阪府池田市姫室町10番1号）[51]
- 2017年11月4日『トークセッション2「池田市民ができる温暖化対策～30年後の大人が語る今」』『資源循環と再生可能エネルギー（太陽光発電）の導入を連携した「いけだモデル」と「池田市地域まるごと環境教室」の事例紹介』池田市民文化会館 コンベンションルーム（大阪府池田市天神1丁目7番1号）[52]

## 出演

### 舞台
- 2011年7月9日『東日本大震災チャリティー公演「大忠臣蔵」』大石内蔵助役[53][54]
- 2012年6月19日『池田呉服座120周年記念公演』国定忠治役[55]

### WEB
- 2015年8月13日『くらわんかtv-なんばひでやpv～倉田薫さん編～』[56]
- 2018年11月6日『池田市制施行80周年記念作品「池田の大決闘 ひよこちゃんvsウォンバット」』日本最大級のアワード「2019 59th ACC TOKYO CREATIVITY AWARDS」でシルバー賞を受賞[57][58]。
- 2020年7月18日『橋下徹氏と維新の行方! メディアあどりぶ倶楽部（大阪発）』[59]

### ラジオ
- 2016年1月14日『倉田薫池田市長に聞く』FM大阪ワンズマインド[60]
- 2022年12月4日『武部宏の日曜とーく』KBS京都ラジオ[61]

## 薫風政治塾創立10周年記念講演会
- 2022年9月17日『テーマ“子供まんなか社会に向けて”～こども家庭庁の創設にあたり～』池田市民文化会館 小ホール（大阪府池田市天神1-7-1）講師：野田聖子衆議院議員 [62][63]

## 対談
- 2023年11月12日『記念対談「これまでの50年、これからの50年」池田市長 瀧澤智子 × 元市長 倉田薫』伏尾台50周年記念フェスティバル[64][65][66]

## 講演
- 2012年5月16日『国の役割と地方の役割・責任―社会保障と税の一体改革論から―』関西大学 千里山キャンパス 尚文館1階 マルチメディアAV大教室[67][68]
- 2013年11月30日『地域のことは地域で考える―全国初・地域分権制度7年の成果と地域自治の展望―』大阪商業大学 ゲイトウェイ4階 ネットワークレクチャールーム[69]
- 2024年9月8日『「さつきやま ウォンバット物語」－池田にやってくるまで－』池田市中央公民館 3階大ホール[70][71][72]